# Берёзовая (приток Мендели)
Берёзовая — ручей в России, протекает по Бирилюсскому району Красноярского края. Устье реки находится в 273 км по левому берегу реки Мендель. Длина реки составляет 14 км. Приток — Тёмный.

## Данные водного реестра
По данным государственного водного реестра России относится к Верхнеобскому бассейновому округу, водохозяйственный участок реки — Кеть, речной подбассейн реки — бассейн притоков (Верхней) Оби от Чулыма до Кети. Речной бассейн реки — (Верхняя) Обь до впадения Иртыша.